# Bonellitia
Bonellitia là một chi ốc biển, là động vật thân mềm chân bụng sống ở biển trong họ Cancellariidae.

## Các loài
Các loài trong chi Bonellitia gồm có:
- Bonellitia afra (Petit & Harasewych, 2000)[2]
- Bonellitia atopodonta (Petit & Harasewych, 1986)[3]
- Bonellitia bayeri (Petit, 1976)[4]: đồng nghĩa của Admetula bayeri Petit, 1976
- Bonellitia cornidei (Altimira, 1978)[5]: đồng nghĩa của Admetula cornidei (Altimira, 1978)
- Bonellitia epula (Petit & Harasewych, 1991)[6]: đồng nghĩa của Admetula epula Petit & Harasewych, 1991
- Bonellitia garrardi (Petit, 1974)[7]: đồng nghĩa của Admetula garrardi Petit, 1974
- Bonellitia gittenbergeri Verhecken, 2002[8]
- Bonellitia scobina (Hedley & Petterd, 1906)[9]
- Bonellitia superstes Finlay, 1930[10]: đồng nghĩa của Admetula superstes (Finlay, 1930)
- Bonellitia vossi (Petit, 1976)[11]: đồng nghĩa của Admetula vossi Petit, 1976